# Małgorzata (hrabina Pembroke)
Małgorzata Pembroke (ur. 20 lipca 1346 w Windsorze, zm. 1361) – angielska hrabina Pembroke.

## Życiorys
Małgorzata urodziła się 20 lipca 1346 roku jako córka Edwarda III i królowej Filipy de Hainault. Wychowywała się wraz z Johnem Hastingsem, 2. hrabią Pembroke, a 13 maja 1359 roku została jego żoną. Zmarła dwa lata po ślubie i została pochowana w Abingdon Abbey.